# Пупавка Маршалла Биберштейна
Пупавка Маршалла Биберштейна (лат. Anthemis marschalliana) — вид травянистых растений рода Пупавка (Anthemis) семейства Астровые (Asteraceae). Названа в честь немецкого ботаника Фридриха Августа Маршала фон Биберштейна.

## Ботаническое описание
Многолетнее растение. Корень толстый, деревянистый, выпускающий многочисленные, укороченные или удлиненные, толстые, бурые стержни, густо и черепитчато покрытые чешуевидными остатками отмерших листьев. Частично каудексы и их боковые ответвления увенчиваются не стеблями, а бесплодными розетками листьев, отчего растение несколько дернистое. Стебли многочисленные, восходящие, однокорзиночные, около 10–15 см длиной, облиственные в нижней части. Листья прижато серо-шелковистые, прикорневые в очертании продолговатые, перисто рассеченные на линейные, сближенные, острые сегменты, стеблевые листья сидячие, по направлению к верхней части стебля постепенно уменьшающиеся, с меньшим числом долек. 
Корзинки около 3 см в диаметре, листочки обертки по спинке войлочные, внутренние с широким и волнистым, сухоперепончатым, буроватым, но не чёрным краем. Пленки вогнутого цветоложа килеватые, на вершине надрезанные, почти треугольные. Язычки золотистые, равные диску. Семянки беловатые, угловатые в сечении и почти четырехгранные, оттянутые книзу, с неясной или очень короткой коронкой, по краю несколько зубчатые. 

## Распространение и экология
Эндемик Кавказа. Растёт на скалистых местах в альпийском поясе гор.

## Значение и применение
По наблюдениям в Кабардино-Балкарии поедается западнокавказским туром (Capra caucasica).

## Систематика

### Синонимы
По данным POWO в синонимику входят три синонима:
- Anthemis biebersteiniana f. marschalliana (Willd.) Boiss. in Fl. Orient. 3: 287 (1875), nom. superfl.
- Anthemis marschalliana Willd. in Sp. Pl. ed. 4. 3: 2187 (1803)
- Chamaemelum marschallianum (Willd.) C.A.Mey. in Verz. Pfl. Casp. Meer.: 75 (1831)

### Дочерние таксоны
По данным GBIF к дочерним таксонам относятся 4 подвида и одна разновидность:
- Archanthemis marschalliana, subsp. marschalliana 2010
  - [syn.  Anthemis biebersteiniana (Adams) Boiss.]
  - [syn.  Anthemis biebersteiniana (Adams) C.Koch, 1851]
  - [syn.  Anthemis biebersteiniana (Adams) K.Koch, 1851]
  - [syn.  Anthemis biebersteiniana Adams]
  - [syn.  Anthemis biebersteiniana var. biebersteiniana]
  - [syn.  Anthemis biebersteinii G.Nicholson, 1884]
  - [syn.  Anthemis marschalliana Willd., 1803]
  - [syn.  Anthemis marschalliana subsp. biebersteiniana (Adams) Grierson, 1974]
  - [syn.  Anthemis marschalliana subsp. marschalliana Willd.]
  - [syn.  Anthemis rudolphiana Adams]
  - [syn.  Chamaemelum marschallianum (Willd.) C.A.Mey., 1831]
  - [syn.  Chrysanthemum biebersteinianum Adams]
  - [syn.  Chrysanthemum orientale (Willd.) Pers.]
  - [syn.  Matricaria orientalis (Willd.) Poir., 1814]
  - [syn.  Pyrethrum orientale Willd., 1803]
- Archanthemis marschalliana subsp. pectinata (Boiss.) Lo Presti & Oberpr., 2010
  - [syn.  Anthemis biebersteiniana f. pectinata Boiss., 1875]basionym
  - [syn.  Anthemis biebersteiniana var. pectinata Boiss.]
  - [syn.  Anthemis caucasica Chandjian]
  - [syn.  Anthemis marschalliana subsp. pectinata (Boiss.) Grierson]
  - [syn.  Anthemis mucronulata C.Koch]
  - [syn.  Anthemis mucronulata K.Koch]
  - [syn.  Chrysanthemum alpinum M.Bieb.]
  - [syn.  Chrysanthemum caucasicum (Adams) Pers.]
  - [syn.  Matricaria grandiflora C.Koch]
  - [syn.  Matricaria grandiflora K.Koch]
- Archanthemis marschalliana subsp. sosnovskyana (Fed.) Lo Presti & Oberpr., 2010
  - [syn.  Anthemis marschalliana subsp. sosnovskyana (Fed.) Grierson, 1974]
  - [syn.  Anthemis marschalliana subsp. sosnowskyana Grierson, 1974]basionym
  - [syn.  Anthemis rudolphiana Adams ex Sosn., 1927]
  - [syn.  Anthemis sosnovskyana Fed., 1961]
- Archanthemis marschalliana subsp. sosnovskyana Lo Presti & Oberpr., 2010
- Archanthemis sosnovskyana subsp. pectinata Lo Presti & Oberpr., 2010